# Gavrilă Birtaș
Gavrilă Birtaș (n. 12 octombrie 1905, Baia Mare—d. ?) a fost un politician și demnitar comunist, membru al Partidului Comunist Român încă din ilegalitate.

## Biografie
Gavrilă Birtaș era de profesie tâmplar. În tinerețe s-a căsătorit cu o militantă comunistă din Transilvania, Biji Donca, agentă NKVD. Mai târziu, în anul 1935 s-a căsătorit cu Eva Rotschild de origine evreiască. În mai 1940, este numit alături de Ștefan Foriș, Iosif Chișinevschi, Nicu Tudor și Teohari Georgescu în Secretariatul CC al PCR. Birtaș și Chișinevschi au fost arestați de către Siguranță în anul 1941. Ulterior, Foriș l-a acuzat de "purtare trădătoare la Siguranță" și ca urmare îl exclude pe Birtaș din partid. În anul 1946, Gavrilă Birtaș este numit șef al Siguranței din Oradea.
În 1948 este înaintat în gradul de colonel și este numit șef al Direcției I (de Informații Interne) o dată cu înființarea Securității ca principală structură de poliție politică care avea drept obiectiv represiunea internă. Începând din anul 1950 coordonează Securitatea lagărelor și închisorilor din România din postura de șef al Direcției a III-a, Contraspionaj în penitenciare și Miliție. O dată cu excluderea lui Georgescu Teohari din Secretariatul partidului și demiterea lui din funcția de Ministru al Internelor din anul 1952, Gavrilă Birtaș este schimbat din funcție împreună cu generalul Marin Jianu (ministru adjunct de interne), colonelul Mișu Dulgheru (șeful Anchetelor Securității) și generalul Gheorghe Pintilie (șeful Securității).
Lupta dintre grupările Ministerului de Interne se purta între:
- Echipa condusă de către Marin Jianu ce era formată din: Nicolae Prosan (director adminstrativ în DGP), Aurel Tiron (fost comandant al închisorii Suceava), Dimitrie Băzălan (fostul șef al DGP) și Marin Constantinescu (șeful Direcției Administrative din DGP).
- Echipa condusă de Gavrilă Birtaș, compusă din: căpitanul Eva Birtaș (Rotschild) (șefa Cadrelor din DGP și fostă adjunctă a lui Iosif Nemeș la conducerea închisorilor), Ștefan Coller, Ludovic Czeller și maiorul Iosif Nemeș.

Conform documentelor existente, exista o suspiciune reciprocă între cele două grupări, astfel încât toate informațiile obținute de unii sau alții, erau folosite în luptele interne. Confruntarea dintre ei a avut ca finalitate decapitarea ambelor grupări. În perioada 1956 - 1957, Gavrilă Birtaș a participat la procesul intentat cadrelor Securității/MAI, de partea acuzării. Declarația pe care a dat-o în instanță a fost apropiată de adevăr, cu excepția propriei implicări în evenimente.
A fost înaintat la gradul de general-maior (cu o stea) în rezervă la 6 mai 1971.

## Decorații
- Medalia „40 de ani de la înființarea Partidului Comunist din Romînia” (6 mai 1961) „pentru merite în activitatea de partid și întărirea regimului democrat-popular”[4]
- Ordinul „Tudor Vladimirescu” clasa a IV-a (30 aprilie 1966) „cu prilejul celei de-a 45-a aniversări de la înființarea Partidului Comunist din România, pentru îndelungată activitate în mișcarea muncitorească și merite deosebite în opera de construire a socialismului”[5]
- titlul de Erou al Muncii Socialiste și medalia de aur „Secera și ciocanul” (4 mai 1971) „cu prilejul aniversării a 50 de ani de la constituirea Partidului Comunist Român, [...] pentru contribuția deosebită adusă la întărirea forțelor armate și apărarea orînduirii sociale și de stat”[6]